# Stefano Nardini
Stefano Nardini (Forli, c. 1420 - Roma, 22 de octubre de 1484) fue un eclesiástico italiano. 

## Biografía
Hijo de Nardino Nardini y de Giulia dall'Aste, señores de Poggio Berni y de otros lugares en Montefeltro, tuvo tres hermanos: Gesumina, Pierpaolo y Cristoforo. 
Durante su juventud se dedicó al oficio de las armas sirviendo a Antonio Ordelaffi y a Francesco Sforza, antes de marchar a la Universidad de Bolonia, donde se doctoró en derecho civil y canónico en 1445. 
Entrado en religión, en Roma fue clérigo de cámara en la curia de Nicolás V, canónigo de la Basílica de San Pedro, notario apostólico y tesorero general de la marca de Ancona con Calixto III, nuncio en Alemania con Pío II y su colaborador en la organización de la cruzada contra los turcos; en 1461 fue nombrado vicecamarero del papa y arzobispo de Milán. 
Paulo II le encargó varias misiones diplomáticas en Francia y le hizo comisario de la tesorería apostólica, y en el consistorio de 1473 Sixto IV le creó cardenal con título de San Adriano al Foro, que posteriormente cambió por el de Santa María in Trastevere. 
Camarlengo del Colegio de Cardenales en 1481, participó en el cónclave de 1484 en que fue elegido papa Inocencio VIII, fue abad comendatario de varios monasterios en Italia y Francia y fundador del Colegio Nardini.
Fallecido en Roma con cerca de 64 años de edad, fue sepultado en las Grutas Vaticanas. 